# Mose Allison Plays for Lovers
| Recensione | Giudizio |
| ---------- | -------- |
| AllMusic   | [ 2 ]    |

Mose Allison Plays for Lovers è una Compilation del pianista jazz statunitense Mose Allison, pubblicato dalla casa discografica Prestige Records nel maggio 1966.

## Tracce

### LP
Lato A
1. It's Crazy – 3:35 (Dorothy Fields, Richard Rodgers) – Tratto dall'album: Autumn Song (1961)
2. You Belong to Me – 3:20 (Chilton Price, Pee Wee King) – Tratto dall'album: Ramblin' with Mose (1962)
3. I Told Ya I Loved Ya, Now Get out – 4:40 (Johnny Frigo, Herb Ellis, Lou Carter) – Tratto dall'album: Young Man Mose (1958)
4. How Long Has This Been Going On – 4:05 (George Gershwin) – Tratto dall'album: Young Man Mose (1958)
5. Somebody Else Is Taking My Place – 4:50 (Richard Howard, Bob Ellsworth, Russ Morgan) – Tratto dall'album: Young Man Mose (1958)

Lato B
1. My Kinda Love – 3:48 (Faye Siegel) – Tratto dall'album: Young Man Mose (1958)
2. I Thought About You – 3:48 (Johnny Burke, Jimmy Van Heusen) – Tratto dall'album: Back Country Suite (1957)
3. Kissin' Bug – 4:35 (Diane Lampert, Bill Eisenhauer, Horace Linsley) – Tratto dall'album: Ramblin' with Mose (1962)
4. Strange – 3:06 (John Latouche, Marvin Fisher) – Tratto dall'album: Autumn Song (1961)
5. If I Didn't Care – 4:20 (Jack Lawrence) – Tratto dall'album: Creek Bank (1959)

## Musicisti
- Mose Allison – piano
- Addison Farmer – contrabbasso (eccetto nel brano: I Thought About You)
- Taylor La Fargue – contrabbasso (solo nel brano: I Thought About You)
- Ronnie Free – batteria (brani: It's Crazy / You Belong to Me / Kissin' Bug / Strange / If I Didn't Care)
- Nick Stabulas – batteria (brani: I Told Ya I Loved Ya, Now Get Out / How Long Has This Been Going On / Somebody Else Is Taking My Place / My Kinda Love)
- Frank Isola – batteria (solo nel brano: I Thought About You)

Note aggiuntive
- Don Schlitten – produttore compilation
- Bob Weinstock – supervisione
- Rudy Van Gelder – ingegnere delle registrazioni
- Ira Gitler – note retrocopertina album (Feb. 1966)[3]